# Karel Strmiska
Karel Strmiska (* 1. listopadu 1910 Praha – 8. srpna 1952 Pankrácká věznice, Praha) byl český strážmistr Sboru národní bezpečnosti a zároveň protikomunistický odbojář. V roce 1951 byl v politickém procesu odsouzen za trestné činy velezrady a vyzvědačství k trestu smrti.

## Životopis
Narodil se 1. listopadu 1910 do rodiny Dominika Strmisky a Elfriedy Strmiskové rozené Přibylové. Po absolvování obecné a měšťanské školy studoval dva roky na obchodní škole. Po absolvování povinné vojenské služby dosáhl hodnosti svobodník. Poté se dal na dráhu policisty, přičemž během své kariéry dosáhl hodnosti vrchního strážmistra.
Byl ženatý, s manželkou Idou měli tři děti.

### Odbojová činnost
Jeho hlavní činností v rámci protirežimního odboje bylo organizování finančních sbírek pro rodiny politických vězňů. Do sbírek přitom sám přispíval. Za tuto činnost byl v září 1951 zatčen. Byl brutálně vyslýchán, přičemž byl donucen podepsat řadu vykonstruovaných přiznání o jeho protirežimní činnosti. Jedním z těchto přiznání měla být také snaha o celostátní převrat, který měl chtít zorganizovat s pomocí amerických vojsk z tehdejšího Západního Německa, kde byly jednotky americké armády umístěny. Strmisku měla k převratu údajně motivovat touha po návratu První republiky.

### Soudní proces
Proces se Strmiskou začal v prosinci 1951. Po čtyřdenním líčení byl uznán vinným z trestných činů velezrady a vyzvědačství a spolu s dalšími dvěma příslušníky SNB, Jozefem Macejem a Josefem Kmínkem, byl odsouzen k trestu smrti. Dvanáct dalších příslušníků SNB dostalo tresty odnětí svobody v odlišné výši. Strmiskova žena byla o rozsudku osobně informována příslušníky Státní bezpečnosti u štědrovečerní večeře. Strmiska se po vynesení rozsudku odvolal k Nejvyššímu soudu, ten ale trest smrti potvrdil. Popraven byl 8. srpna 1952, na den narozenin své dcery. Rodině Karla Strmisky bylo nařízeno vystěhovat se z jejich pražského bytu (U Vysočanského pivovaru 419/10, Praha 9 Vysočany), zabaven jim byl také veškerý nábytek. Po vystěhování byla rodina nucena žít v jedné sklepní místnosti bez oken.

## Místo pohřbení
V roce 1965 byla urna s jeho ostatky tajně pohřbena do společného hrobu na Motolském hřbitově. Zde bylo 20. května 2000 slavnostně otevřeno a vysvěceno Čestné pohřebiště politických vězňů. Jméno Karla Strmisky je uvedeno na jedné (umístěné vpravo) ze dvou šedých mramorových desek instalovaných v roce 2012.
Na Čestném pohřebišti III. odboje na Ďáblickém hřbitově se nachází jeho symbolický hrob. Tamní symbolické náhrobky odkazují na zemřelé politické vězně bez ohledu na jejich skutečné místo pohřbení. Další kenotaf s jeho jménem se nachází na hřbitově Karlštejn.

## Rehabilitace
Po sametové revoluci byl v roce 1990 rehabilitován.

## Připomínky
- Na domě, kde Karel Strmiska žil s rodinou (Praha 9 - Vysočany, U Vysočanského pivovaru 419/10), je umístěna pamětní deska s následujícím textem: "ZDE ŽIL KAREL STRMISKA / VRCHNÍ STRÁŽMISTR / NAROZEN 1. 11. 1910 / ZATČEN 19. 9. 1951 / POPRAVEN 8. 8. 1952".[10] Deska byla odhalena 10. května 2018 v rámci projektu Poslední adresa s cílem připomínat oběti komunistických režimů. Autorem výtvarného zpracování desky je Alexandr Brodskij.[11]
- Jeho jméno je uvedeno na pamětní desce popraveným příslušníkům Sboru národní bezpečnosti umístěné na fasádě v podloubí před vstupem do budovy Policejního prezidia České republiky na adrese Strojnická 935/27, 170 89 Praha 7 – Holešovice.[12][13]
- Jeho jméno "STRMISKA KAREL 1. 11. 1910 - 8. 8. 1952" je rovněž uvedeno na Pomníku Miladě Horákové a Obětem komunismu v Praze 4 - Nuslích na Náměstí Hrdinů, u stanice metra Pražského povstání, před Vrchním soudem v Praze a Vrchním státním zastupitelstvím v Praze.[14]
- Jeho jméno "Karel Strmiska * 1. 11. 1910 + 8. 8. 1952" je uvedeno na první desce v řadě 36 na Čestném pohřebišti popravených a umučených z 50. let (III. odboj) na Ďáblickém hřbitově.[8]
- Jeho jméno "KAREL STRMISKA * 1. 1. 1910 POPRAVEN ZA KOMUNISMU + 8. 8. 1952" je na symbolickém hrobě na hřbitově Karlštejn.[1]
- Jeho jméno "KAREL STRMISKA, NAR. 1. 11. 1910, POPRAVEN 8. 8. 1952 V PRAZE" je na mramorové desce vpravo na Čestném pohřebišti politických vězňů na Motolském hřbitově.[7]

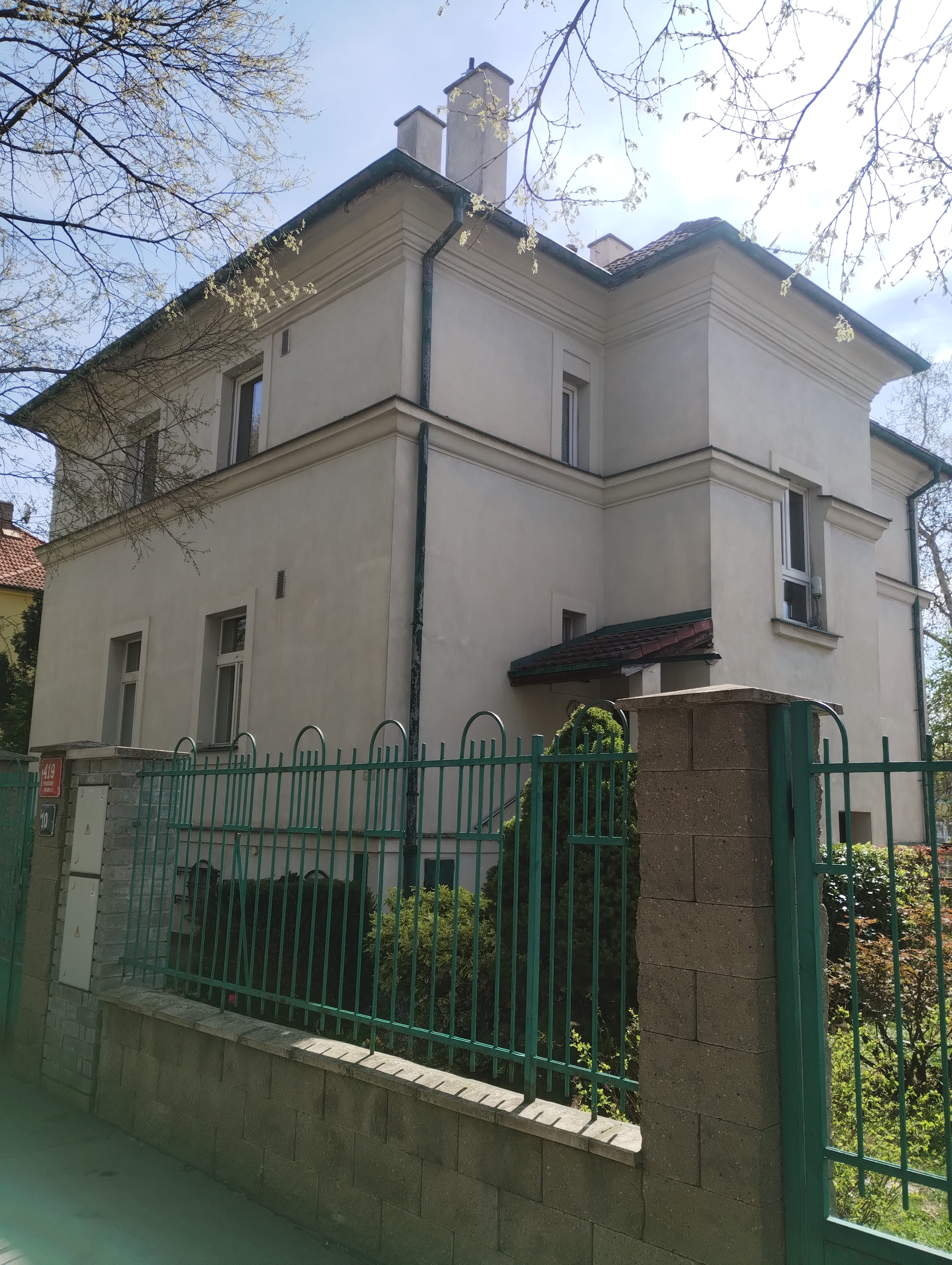
Dům v Praze 9 v ulici U Vysočanského pivovaru, kde K. Strmiska žil a byl zatčen
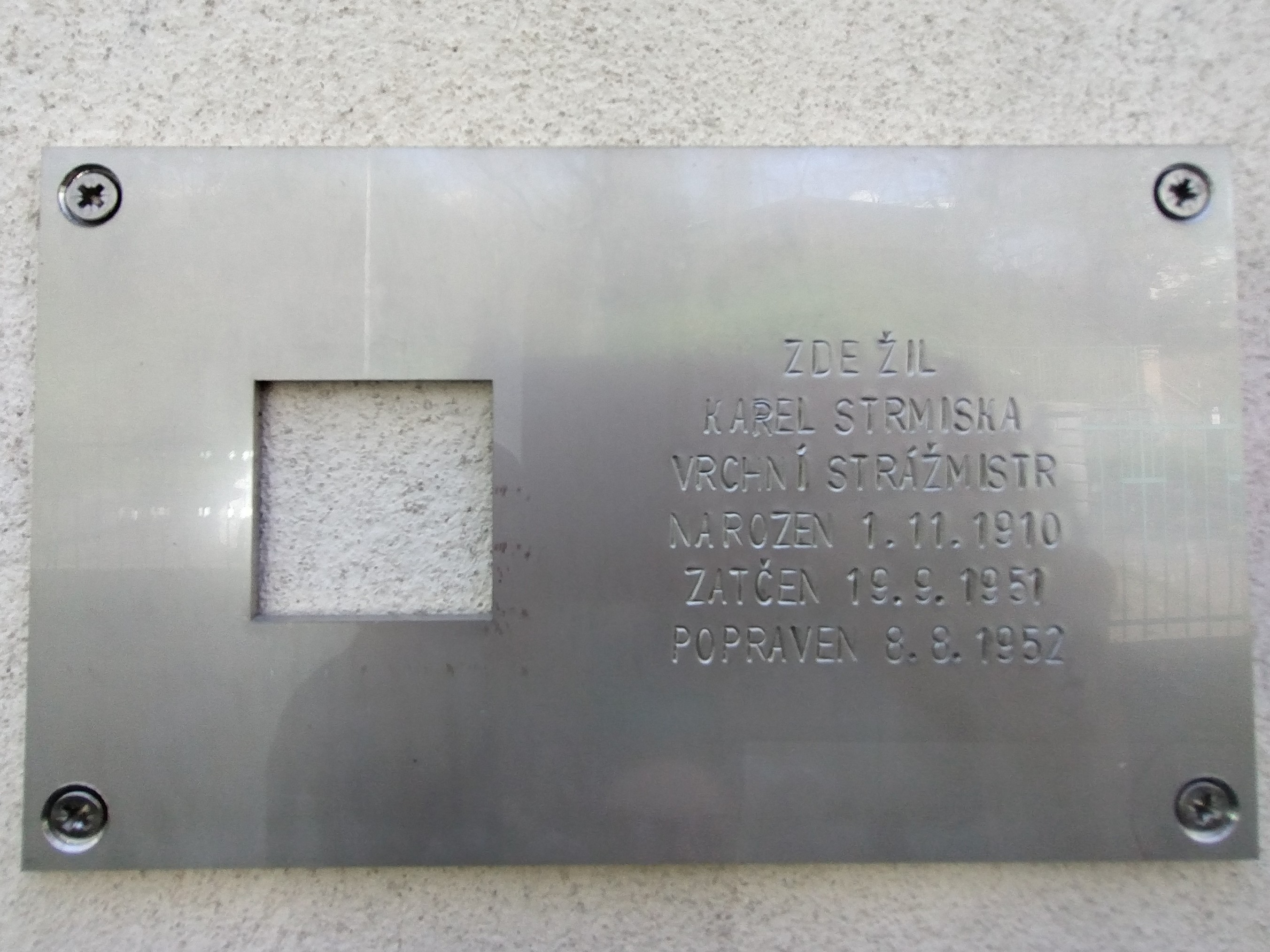
Pamětní deska K. Strmisky na domě v ulici U Vysočanského pivovaru v Praze 9
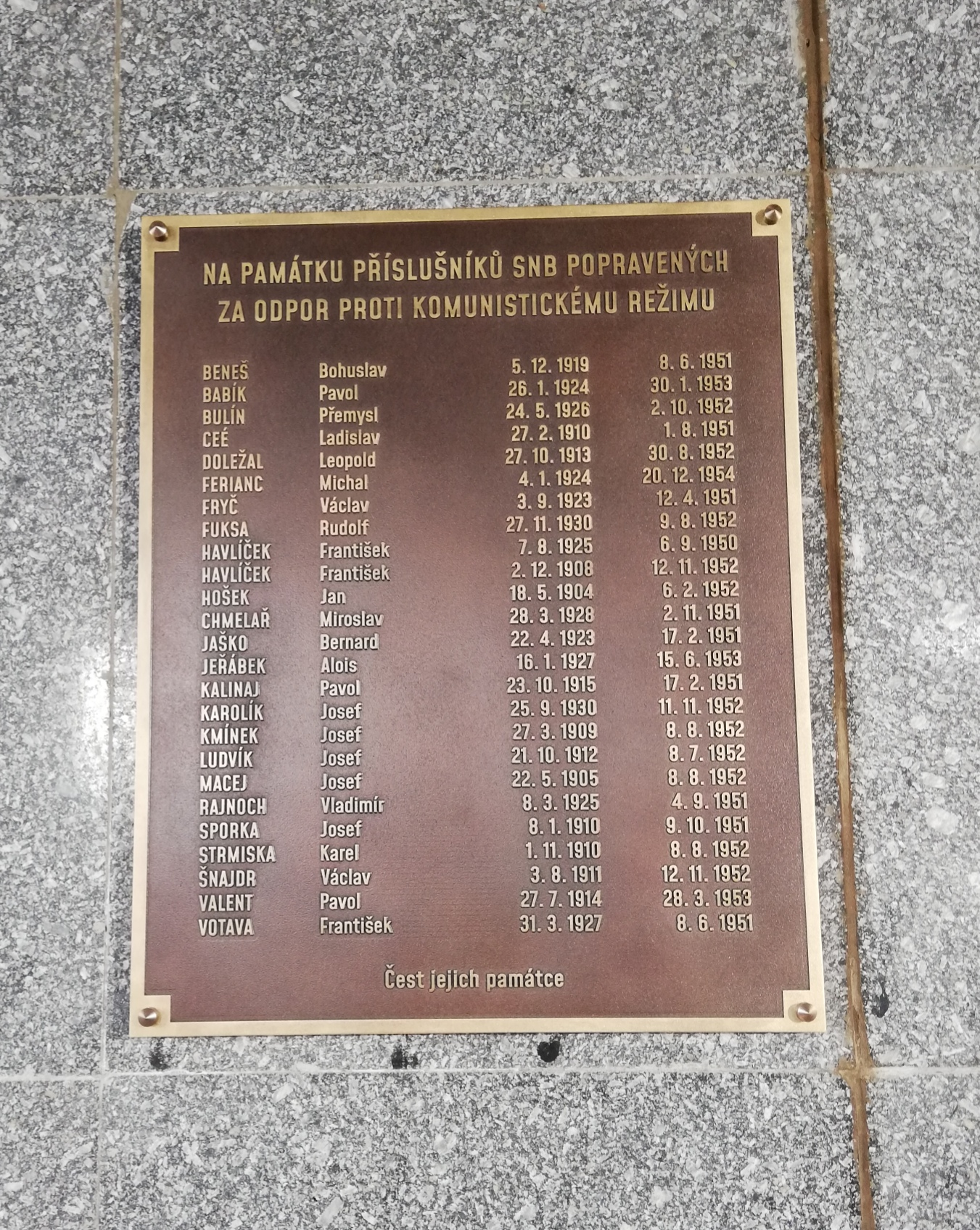
Pamětní deska popraveným příslušníkům Sboru národní bezpečnosti se jménem Karla Strmisky v pražských Holešovicích
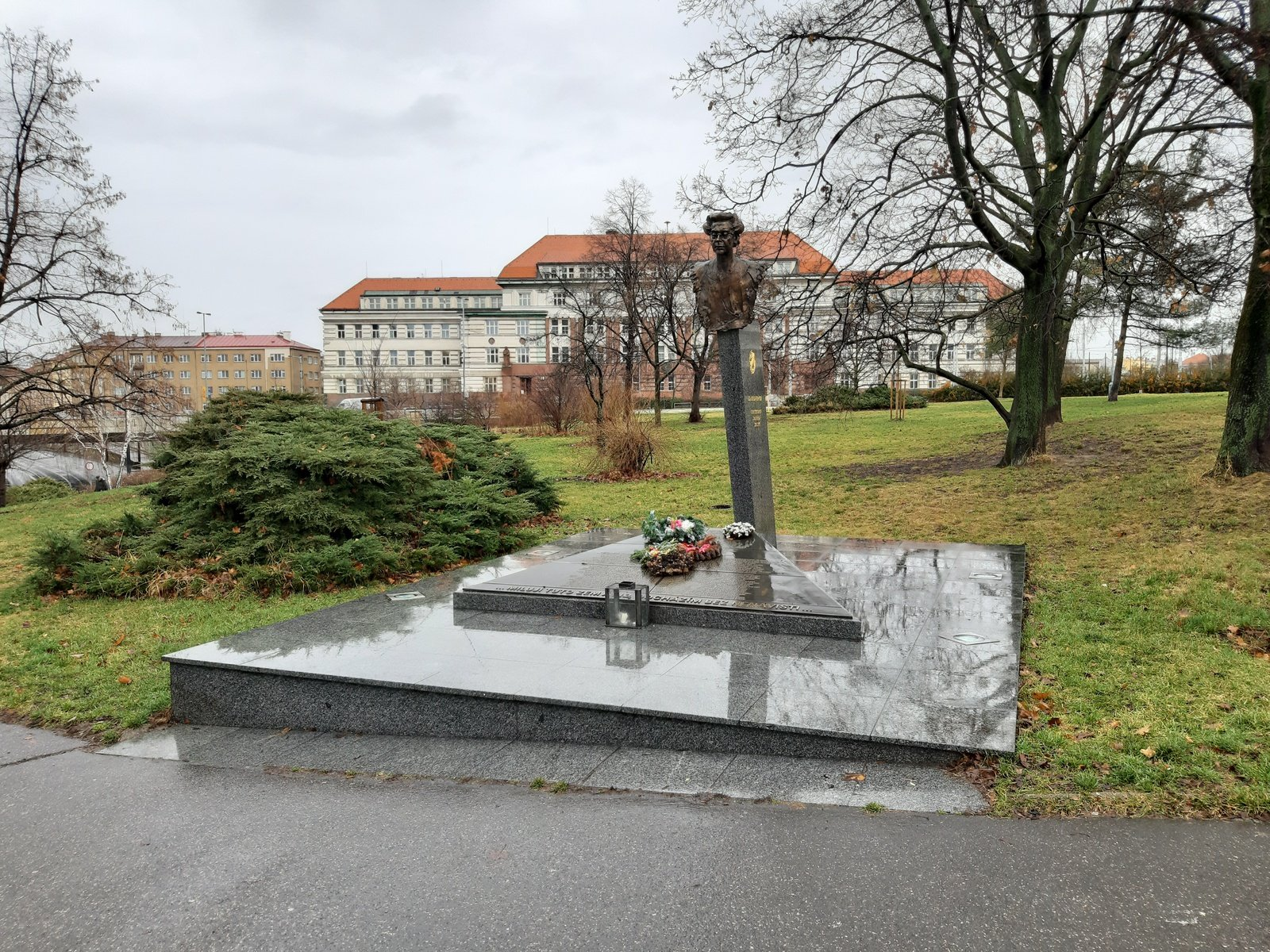
Pomník na náměstí Hrdinů v Praze 4 - Nuslích
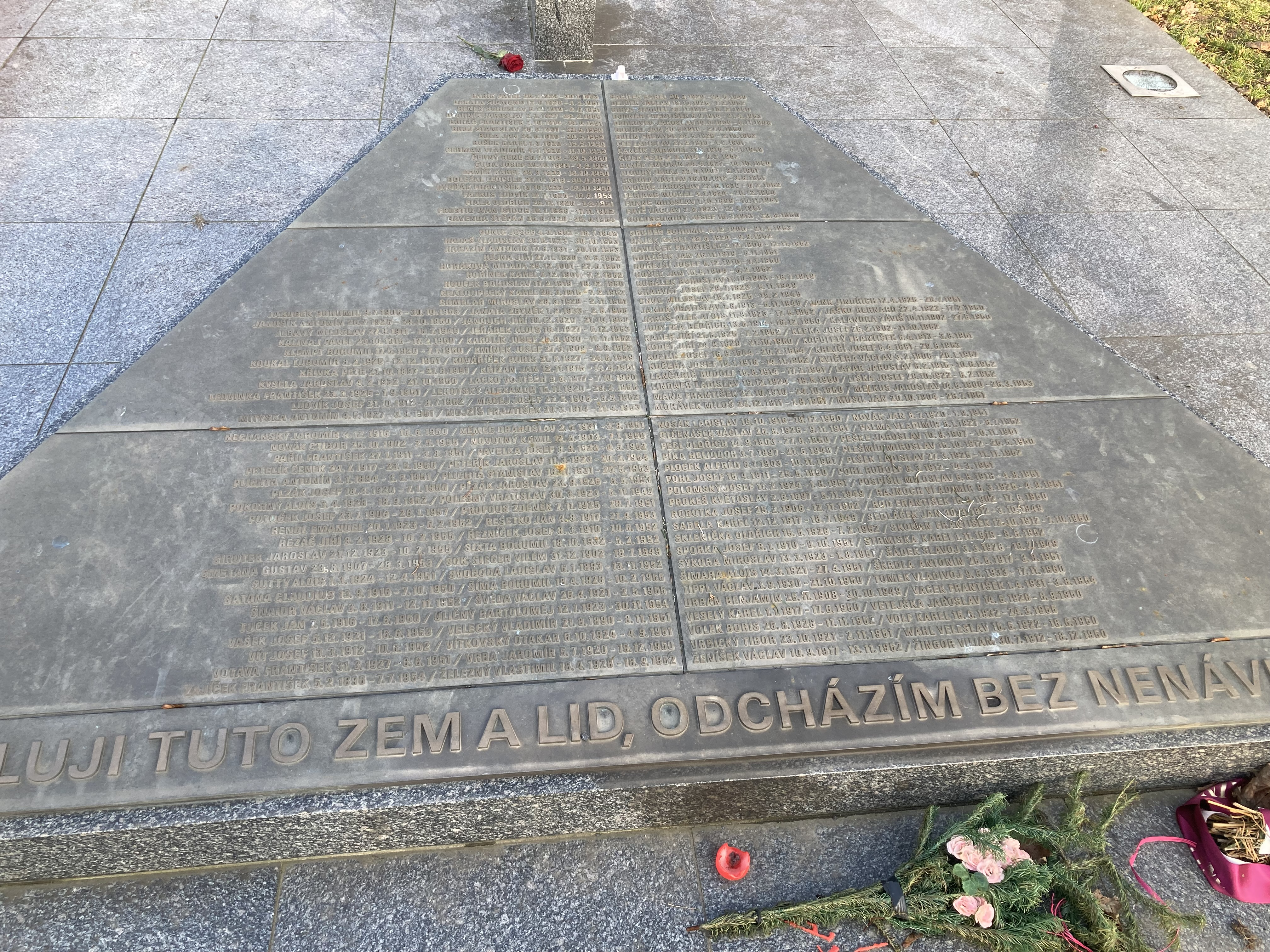
Seznam obětí komunismu se jménem Karla Strmisky na pomníku na náměstí Hrdinů v Praze 4 - Nuslích
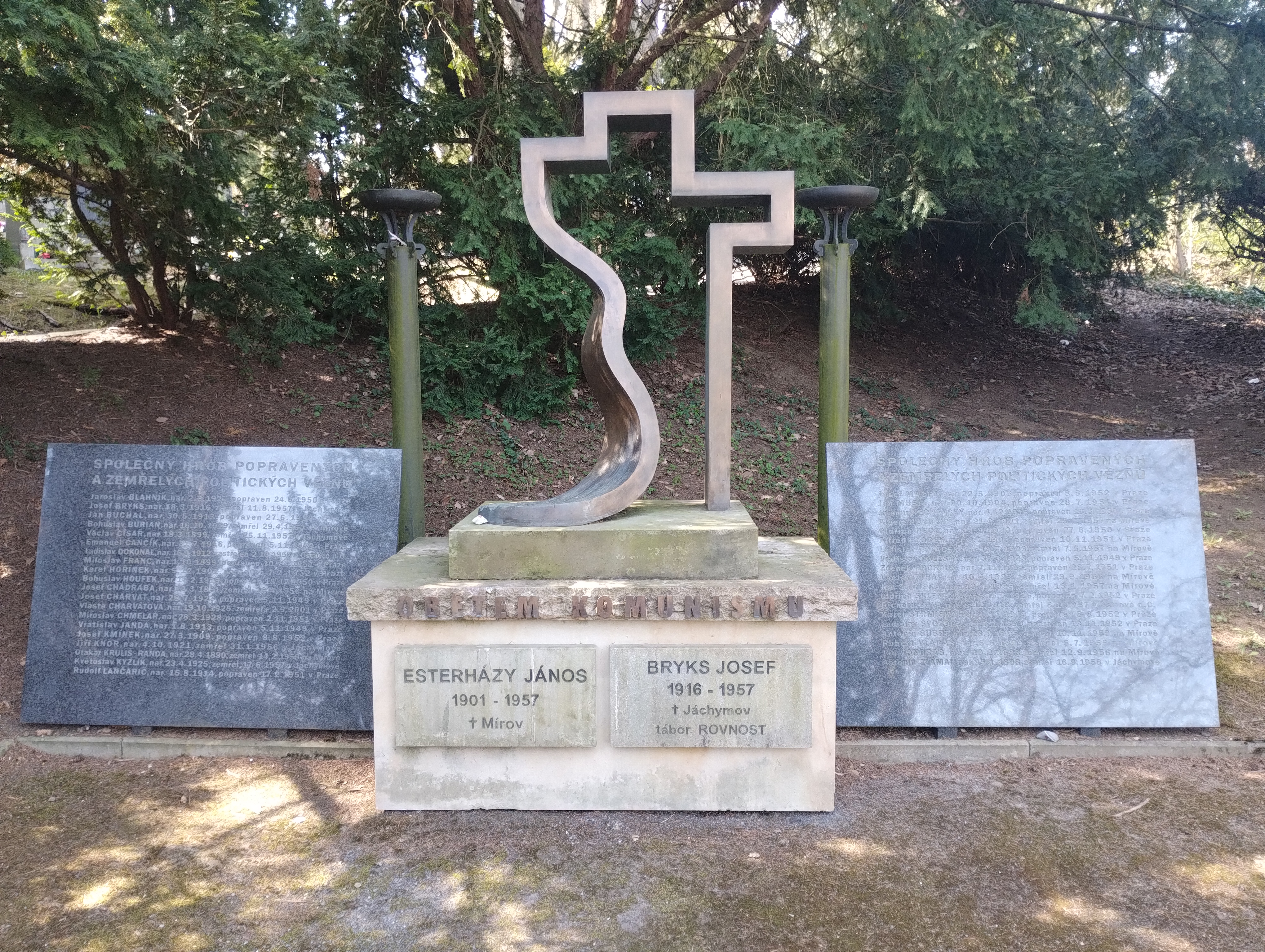
Památník na Čestném pohřebišti politických vězňů, Motolský hřbitov
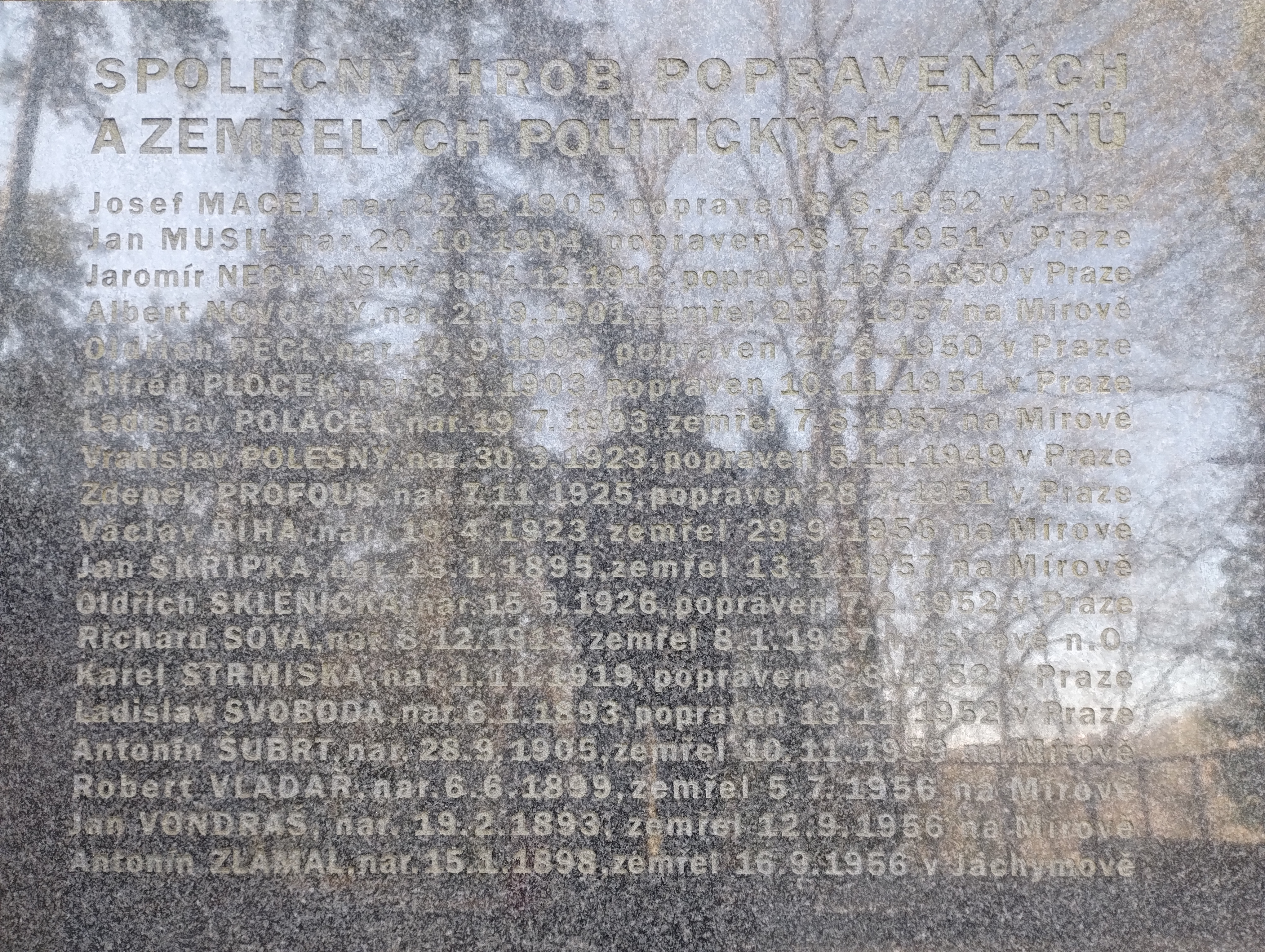
Památník na Čestném pohřebišti politických vězňů, deska vpravo se jménem Karla Strmisky, Motolský hřbitov
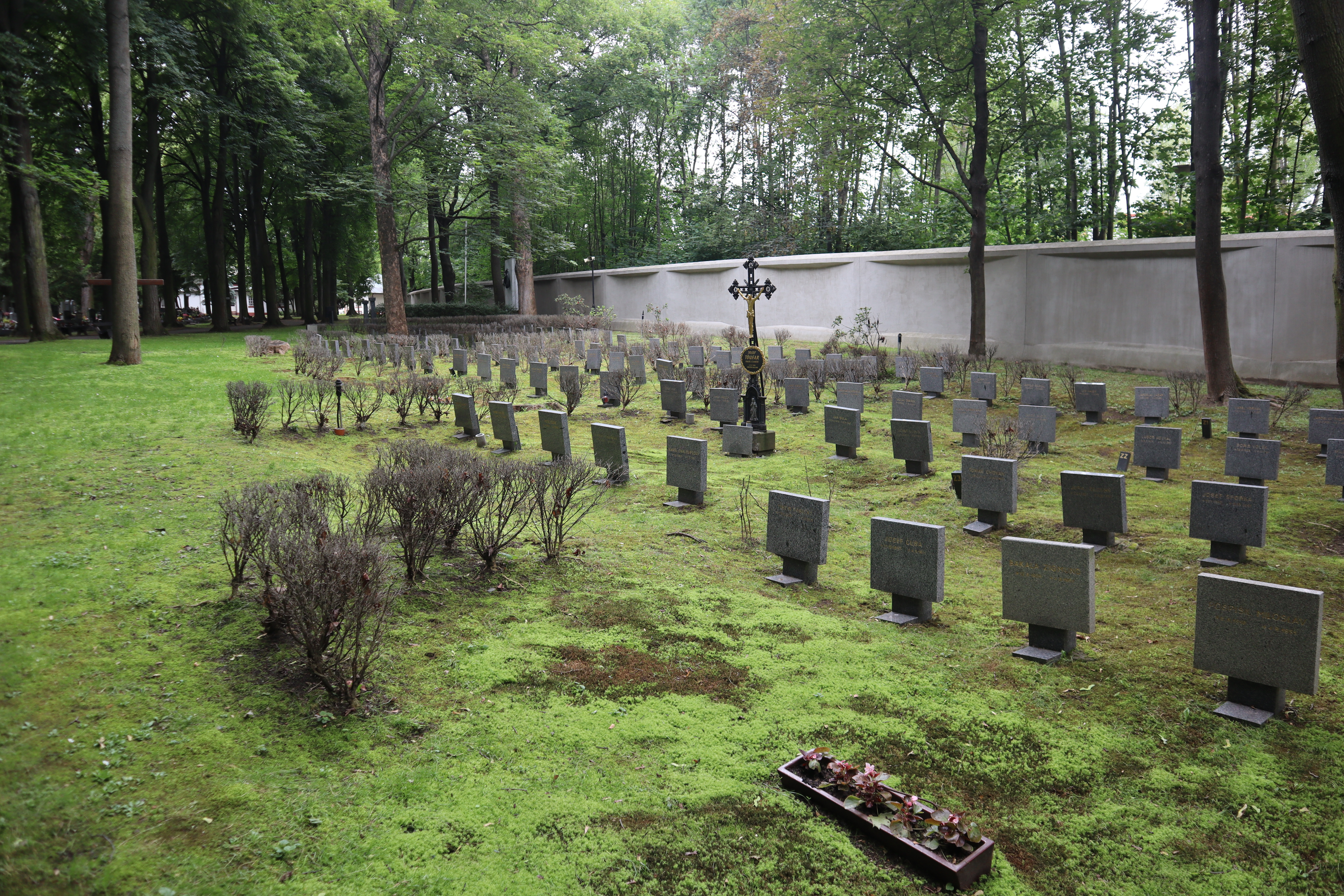
Čestné pohřebiště popravených a umučených z 50. let (III. odboj) na Ďáblickém hřbitově
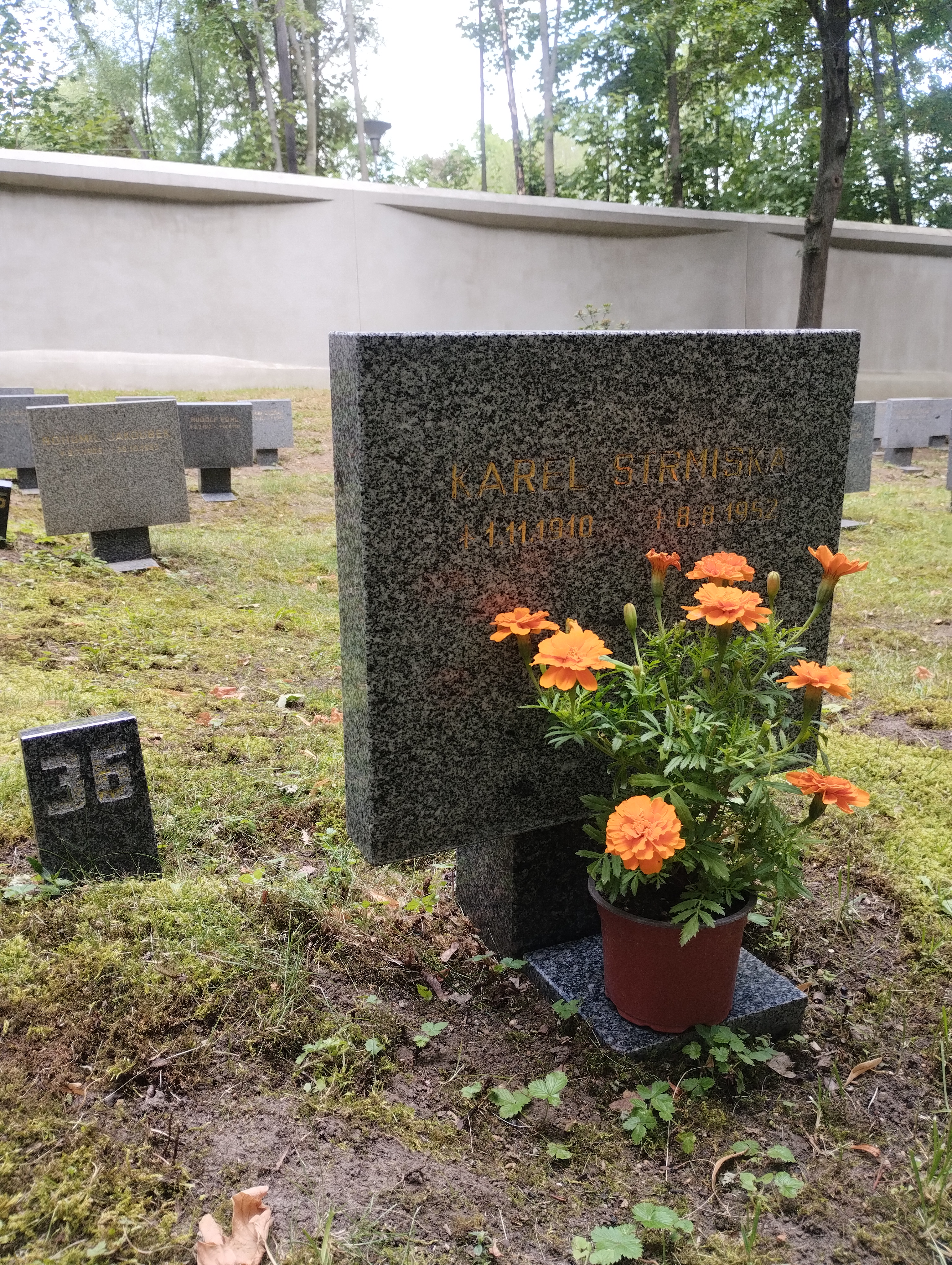
Symbolický náhrobek Karla Strmisky na Čestném pohřebišti v Ďáblicích